# Joc

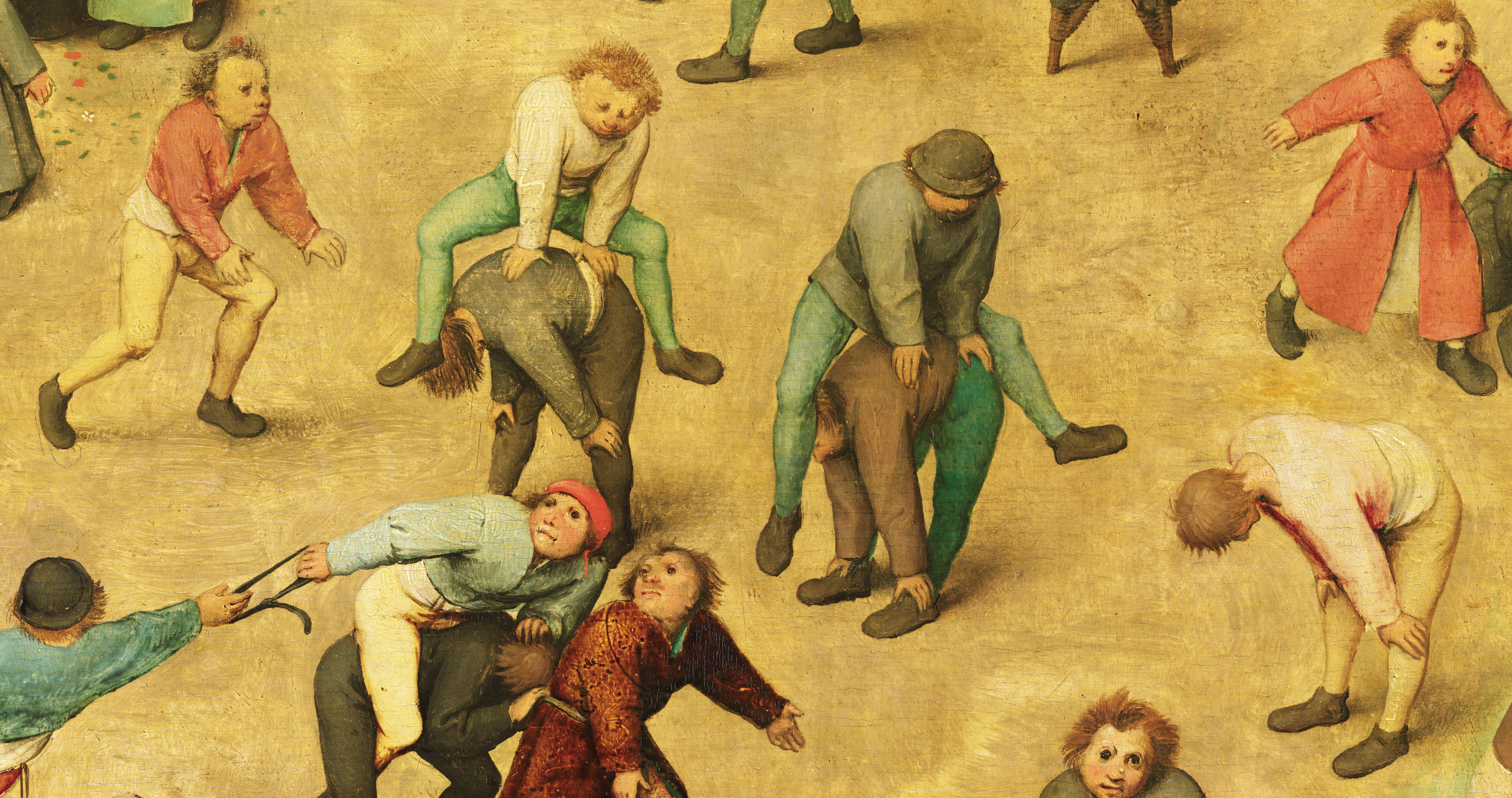
Nens jugant a saltar i parar en una pintura de Pieter Brueghel el Vell

El joc o jugar és una activitat física o mental que té com a principal finalitat la diversió o l'entreteniment de qui l'executa. És un entreteniment o un exercici recreatiu, sotmès a regles, en el qual entren en competència l'habilitat i/o la sort dels participants. Les parts clau d'un joc són els objectius, les regles, els reptes i la interactivitat. Els jocs normalment generen estimulació física o mental i, sovint, ambdues; ajuden a adquirir habilitats pràctiques, serveixen com a exercici, tenen un rol educatiu i contribueixen al desenvolupament i l'equilibri psicològics. Les convencions que regeixen un joc només compten fins que s'acaba l'activitat. El joc evoluciona segons l'edat dels jugadors i té unes característiques diferents en funció de la cultura en què s'estudiï. Es pot jugar a un dels jocs estructurats existents, però el tema també s'utilitza en sentit ampli, sense cap joc concret definit.
És una activitat universal, una constant a totes les cultures que l'ésser humà practica al llarg de tota la seva vida. Per tant, és una activitat fonamental per a l'home, fins al punt que de la seva manifestació i possibilitats d'expressió en pot dependre considerablement l'evolució, el desenvolupament i la maduració. Té una transcendència particular en la vida dels infants que està recollida en l'article 7 de la Declaració dels Drets de l'Infant (1959): «L'infant gaudirà plenament de jocs i d'esbarjos, els quals hauran d'estar orientats vers les finalitats perseguides per l'educació; la societat i les autoritats públiques s'esforçaran a promoure la satisfacció d'aquest dret.» El joc, sigui adult o infantil, és una activitat voluntària que troba el que busca en ella mateixa i en el desenvolupament del seu propi procés. El joc infantil és una activitat molt seriosa en què el nen s'implica totalment i que li serveix per demostrar i afirmar la seva personalitat. El joc infantil pot ser lliure i espontani o més o menys dirigit per un adult que anima i organitza el joc i proveeix els materials.
Etimològicament la paraula joc ve del llatí iocus que significa el mateix a més de diversió, esbarjo, broma, passatemps. El sinònim llatí ludus va donar els derivatius cults lúdic, ludificació, ludoteca...

## Unes definicions històriques.

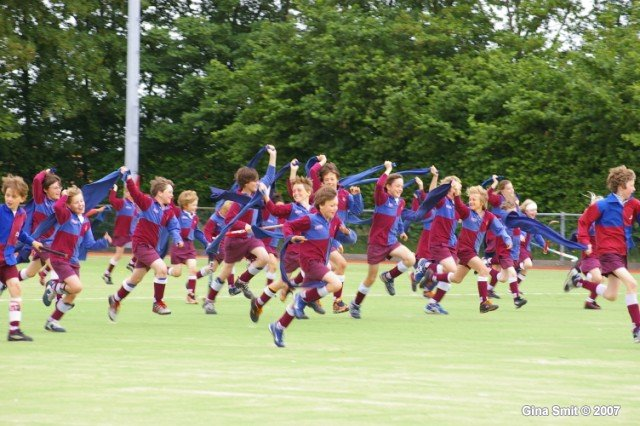
Corregudes

El joc és una activitat pel qual l'ésser humà aprèn a relacionar-se amb el seu àmbit familiar, material, social i cultural. Es tracta d'un concepte molt ric, ampli, polivalent i ambivalent que implica una difícil categorització. Se n'han enunciat innombrables definicions. Tanmateix la mateixa polisèmia d'aquest i la subjectivitat dels diferents autors impliquen que qualsevol definició no sigui més que un acostament parcial al fenomen lúdic. Com qualsevol realitat sociocultural, és impossible de definir en termes absoluts. Entre les conceptualitzacions més conegudes hi ha les següents:
- Huizinga (1987): «El joc és una acció o ocupació lliure, que es desenvolupa dins d'uns límits temporals i espacials determinats, segons regles absolutament obligatòries, encara que lliurement acceptades, acció que té fi en si mateixa i va acompanyada d'un sentiment de tensió i alegria i de la consciència-ser d'altra manera-que a la vida corrent.»
- Gutton, P (1982): «És una forma privilegiada d'expressió infantil.»
- Cagigal, JM (1996): «Acció lliure, espontània, desinteressada i intranscendent que es fa en una limitació temporal i espacial de la vida habitual, d'acord amb determinades regles, establertes o improvisades i l'element informatiu és la tensió».

En conclusió, aquests i altres autors com Roger Caillois, Moreno Palos, etc. inclouen en les seves definicions una sèrie de característiques comunes a totes les visions, de les quals algunes de les més representatives són:
- El joc és una activitat lliure: és un esdeveniment voluntari, ningú no està obligat a jugar.
- Es localitza en unes limitacions espacials i en uns imperatius temporals establerts per endavant o improvisats en el moment del joc.
- Té un caràcter incert. En ser una activitat creativa, espontània i original, el resultat final del joc fluctua constantment, la qual cosa motiva la presència d'una agradable incertesa que ens captiva a tots. Ex: qui guanyarà, qui perdrà, com ho farà?
- És una manifestació que té finalitat en si mateixa, és gratuïta, desinteressada i intranscendent. Aquesta característica serà molt important en el joc infantil, ja que no possibilita cap fracàs.
- El joc es desenvolupa en un món a part, fictici, és com un joc narrat amb accions, allunyat de la vida quotidiana, un continu missatge simbòlic.
- És una activitat convencional, ja que tot joc és el resultat d'un acord social establert pels jugadors, que dissenyen el joc i determinen el seu ordre intern, les seves limitacions i les seves regles.[8]
- Tenen un caràcter similar a la ficció, ja que creen un món a part
- Són improductius al sentit económic, a diferència del treball

La diferenciació entre el joc i l'esport va moure molts autors. Etimològicament, el mot esport té una significació molt parent a la del joc: divertiment, diversió, recreació, sovint amb un aspecte d'esforç físic i habilitat. Només més tard s'hi va afegir l'aspecte de competició. Qualsevol esport a l'inici era un joc o activitat de lleure, i es parla dels Jocs Olímpics o de jugar als escacs. La diferència és gradual, quan menys l'esport és professional, pagat, resta més el seu caràcter lúdic. El joc es diferencia pel fet que és menys organitzat, que no té funcio mercantil, que té un grau més elevat de llibertat. Fins quan una activitat esportiva de nois que juguen futbol al carrer roman un joc, i quan esdevé un esport? La competició i saber «qui guanya» tampoc no diferencia l'esport del joc, com que hi ha tota una sèrie de jocs que tenen un aspecte competitiu.

## El joc infantil
El joc és sinònim d'esbarjo, esport, diversió, alegria, però també contribueix a descobrir, conèixer-se, els altres i el seu entorn i a integrar-se en la cultura.
Els jocs preparen l'home i algunes espècies animals per a la vida. Alguns són importants per a la supervivència de l'espècie, per la qual cosa es poden considerar com a jocs de tipus educatiu. Hi intervé la capacitat de fer servir símbols i signes per a crear contexts, anticipar situacions, planificar les accions. És indispensable per al desenvolupament psicomotor, intel·lectual, afectiu i social, ja que amb ell s'aprèn a respectar normes i a tenir fins i objectius. Permet simular i aprendre a afrontar situacions diverses que coneixeran al llarg de la seva vida.
El joc infantil presenta les característiques següents:
- El joc dona plaer: li produeix plaer i diversió. Això no ha d'excloure necessàriament l'esforç, ja que també la satisfacció es pot produir pel grau de dificultat del joc. La mostra d'alegria i gaudiment són els millors indicadors de l'activitat.
- L'activitat lúdica durant la infància té una finalitat en si mateixa: es juga pel plaer que produeix. No respon a un fi extern. A més, absència exigències externes allibera l'infant de la por a equivocar-se o a no complir amb les expectatives, potenciant d'aquesta manera la iniciativa i la creació.
- L'infant juga aquí i ara: el que l'interessa és la pròpia conducta i no tant el resultat o producte d'aquesta. És a dir, es dona més importància als mitjans que als fins, la qual cosa no vol dir que no es tinguin presents, sinó que aquests poden anar variant al llarg del joc, per tal que encaixin amb els mitjans que es van descobrint a mesura que transcorre el joc.
- El joc és lliure, espontani, no condicionat per reforços o imposicions externes: l'infant no s'ha de sentir obligat a jugar. El joc permet la llibertat i la iniciativa dels participants.
- El joc és ficció, simulació: és el desenvolupament d'una situació inexistent i mancada de transcendència. És “fer com si…”, fer possible un món de fantasia on els desitjos es poden fer realitat gràcies a la simulació i la fantasia. Amb el joc, l'infant, transforma el món exterior adaptant-lo a les seves necessitats. Tot això l'ajuda a realitzar un joc simbòlic.
- El joc és una activitat que implica acció i participació activa de l'infant

Parar, pagar o dur-lo vol dir perdre, en el joc, i en els jocs infantils estar encarregat de la part més desairada o més molesta, com encalçar els altres, rebre llurs cops, etc..

### Evolució del joc en l'infant
Els infants van canviant la seva manera de joc al llarg dels seus anys de vida. La principal manera per la qual juguen els nens és per saber com funciona el món i les personalitats que es troben dins d'ell.
- De 0 a 3 mesos: Als nadons els atreuen els objectes lluminosos i amb colors vius, sobretot si contrasten amb el fons, i els que es mouen i sonen. També la cara, la mirada i la conversa dels adults. El nadó utilitza de manera reflexiva el seu propi cos, ja que el seu instint per experimentar el fa explorar el seu cos.
- De 3 a 6 mesos: l'infant segueix jugant amb el seu cos, amb el de l'adult i amb objectes que pugui manipular. El joc es basa en les seves capacitats per tocar, agafar, posar-se objectes a la boca, somriure a les persones, i emetre sons i moviments corporals en resposta als comentaris i carícies de la mare.
- De 6 a 9 mesos: juga amb els seus peus, és capaç de girar lateralment, reptar, seguir la trajectòria d'un objecte i agafar-lo si està dintre del seu camp visual. Plora davant dels desconeguts, mentre que les persones que li són familiars li proporcionen prou seguretat i tranquil·litat per jugar i explorar. A mesura que es podrà estar assegut a terra serà capaç d'agafar dos objectes a la vegada i fer-los xocar o passar-se un objecte d'una mà a l'altra. En aquesta etapa el joc roman exploratiu però ara tan sols del seu propi cos i el de la mare.
- De 9 a 12 mesos. l'infant comença a cerar objectes que estan amagats. Quan un objecte li cau i desapareix del seu camp visual, serà capaç d'intuir on ha pogut anar a rebotre. Un dels seus entreteniments serà tirar objectes, fer-los rodar, observar-ne la trajectòria, el soroll que fan. Comença a comprendre la relació entre les parts en jocs simples d'encaixaments. En aquesta etapa ja canvia la manera d'explorar, puix que l'infant juga a explorar l'espai i els objectes que l'envolten.
- De 12 a 18 mesos. continua progressant en el coneixement del funcionament dels objectes (amb la cullera menja i dona menjar, amb el carretó transporta terra, objectes…), però el seu principal interès se centrarà a comprendre les diferents parts de què es componen les joguines: trencar per explorar, desmuntar, desvestir les nines, serà el seu nou entreteniment. També serà important l'exploració amb el seu propi cos (amagar-se o posar-se dintre de…, gronxar-se).
- De 18 a 24 mesos. combina dues o més joguines en un tema simple. Fa composicions amb els blocs de construcció per després destruir i tornar a construir (cases,ponts…) reprodueix amb les seves joguines (la caseta, el cotxe, les nines…) el coneixement que té de les activitats de la vida quotidiana (a casa, a l'escola).

- De 2 a 4 anys: Al llarg dels dos primers anys de vida el joc és fonamentalment individual i d'exploració. Si juga en companyia, normalment és amb l'adult. Les interaccions amb els iguals generalment acostumen a ser conflictives: baralles, protestes, empentes per prendre’s joguines… Entre els 2 i els 4 anys es produiran canvis d'especial rellevança en els diferents tipus de joc. Ara l'interès de l'infant se centra en els jocs que impliquin saltar, córrer, enfilar-se, gronxar-se, etc.

- De 4 a 6 anys. De 4 a 6 anys continua progressant en el domini dels materials i de l'entorn, però el canvi més espectacular és en l'àmbit dels jocs socials. Augmenta el nombre de membres del grup fins a vuit o deu, on cadascú ha de jugar bé el seu paper sota la supervisió de la resta de membres del grup. Prefereixen jugar nens amb nens i nenes amb nenes, però també poden arribar a jugar junts i fins i tot amb infants més petits quan els convé, sobretot per realitzar certs rols (es necessita un nen per fer de pare, una nena per fer de mare i la filla serà una nena petita). A partir de la progressiva evolució i complexitat dels jocs socials s'anirà creant una estructura grupal, apareixerà el líder del grup, els que obeeixen, els que no accepten les imposicions i formen un subgrup, etc.

- De 7 a 12 anys: van adquirint importància els jocs de competició en grup, la necessitat d'organitzar-se. Van diferenciant el que és joc del que són altres activitats serioses. Prefereixen jugar sense la presència d'adults.

## El joc animal
El joc apareix en els mamífers. Els mamífers juguen per aprendre. Els mamífers es caracteritzen per un cervell evolucionat, infància llarga, cura parental, alletament de les cries, cacera en grup, divisió social i no genètica de treball. Els mamífers juguen a caçar en grup, definir jerarquies, explorar, dividir el treball, entre d'altres. El joc entre els mamífers es basa en la imitació i en l'exploració per assaig i error, no hi ha cap de joc simbòlic.
Els ximpanzés i altres primats tenen la capacitat d'utilitzar representacions, poden per exemple fer servir algunes paraules, però no apareix en ells cap forma de joc simbòlic. El joc dels ximpanzés té les mateixes característiques que el de tots els mamífers. L'aparició del joc simbòlic es presenta exclusivament en els nens humans, juntament amb el llenguatge.
El joc simbòlic es fa sobre representacions i no sobre coses reals. Les pintures rupestres són el primer exemple de joc simbòlic. Els homes prehistòrics les utilitzaven per actuar sobre els animals a través de les seves representacions. El joc simbòlic està clarament present en tots els nens a partir dels 2 anys i els acompanya en la seva infantesa fins als 6 anys. En aquest tipus de joc, l'infant imita accions de la vida quotidiana dels adults (per exemple: anar a comprar, preparar el dinar, anar a treballar, etc.). D'aquesta manera l'infant adquireix responsabilitats, crea vincles afectius amb els seus companys, canalitza tensions i desitjos afectius o bé inverteix papers. El joc simbòlic és present quan un nen pren una pedra i juga amb ella com si fos un carro. Aquest nen està jugant amb el carro, no amb la pedra. Aquest joc apareix quan l'infant ha adquirit la capacitat de representació i augmenta de complexitat segons l'edat. És per això que cal potenciar-lo el màxim possible, ja que és una manera autònoma que tenen els infants d'aprendre i de millorar la seva vida social.
En els éssers humans, després de l'aparició del joc simbòlic, cap als 2 anys, comença una etapa de joc social, en el qual els nens juguen cada vegada més entre si i amb els adults, utilitzant el llenguatge. Aquest joc social requereix cada vegada més l'establiment d'acords i finalment acaba en el joc formal, la característica essencial és que és un joc amb regles molt clares. Els jocs de bales són un molt bon exemple de jocs infantils amb regles, cap als 6 anys. En la història de l'espècie humana és probable que el joc formal aparegui després de la sedentarització resultat de l'agricultura i l'escriptura. En el joc formal l'objecte del joc són les regles en si mateixes, no les representacions. Gràcies a aquesta capacitat per establir regles i jugar dins d'elles l'espècie ha pogut construir jocs claus com la democràcia, la religió i la ciència. Crear jocs amb regles és l'essència de l'evolució de la civilització. A partir dels 7 anys els nens poden utilitzar regles per manipular els objectes, interaccionar socialment o per generar coneixement, els tres usos fonamentals del joc i de les regles.

## Tipologia de jocs
Els jocs poden classificar-se segons diversos criteris, per exemple el nombre de participants (un solitari és per a un jugador, mentre que als escacs sempre cal la participació de dues persones) o el lloc on es juguen (jocs d'exterior o d'interior), que condiciona alhora el material necessari (estris, tauler, equipació...). També poden dividir-se en jocs competitius, on importa vèncer l'adversari o jocs anagònics, on la recreació personal no implica guanyar o perdre com per exemple el joc simbòlic infantil d'imitar un comerç. Els primers acostumen a tenir regles més o menys estrictes que clarifiquen les condicions de la victòria, mentre que els jocs no reglats o anòmics deixen llibertat i canvien per tant cada vegada, segons la decisió dels seus participants. La durada del temps de joc i el tema que evoca poden ser altres criteris classificatoris.
A continuació s'inclou una llista de divisions tradicionals de jocs:
- En un joc abstracte no hi ha cap tema o ambientació associat.[13] Els elements de joc —fitxes, daus, tauler…— no representen el comportament i característiques d'éssers o objectes reals ni imaginaris. No obstant sovint almenys en alguns dels jocs abstractes de major antiguitat com el Go o els escacs, hi hagi a l'origen un tema concret que amb el temps ha anat perdent la seva representació. El reglament és força simple, encara que pot permetre un alt grau de complexitat tàctica o estratègica.[14] El terme complementari a joc abstracte seria joc temàtic.
- En un joc d'atzar les possibilitats de guanyar o perdre no depenen de l'habilitat del jugador sinó principalment de l'atzar. D'aquí que la majoria d'ells siguin també jocs d'apostes els premis estan determinats per la probabilitat estadística d'encertar la combinació escollida. Mentre menors siguin les probabilitats d'obtenir la combinació correcta, més gran és el premi.
- Jocs d'estratègia requereixen que el jugador posi en pràctica les seves habilitats de planejament i pensament per aconseguir la victòria. En la majoria dels videojocs d'estratègia, al jugador se li concedeix una vista del món absoluta, controlant indirectament les unitats sota el seu poder. En la variant de joc de guerra es recrea un enfrontament armat amb regles que implementen certa simulació de la tecnologia, estratègia i organització militar usada en un entorn històric, hipotètic o fantàstic. És una simulació de combat o acció bèl·lica, ja sigui com un joc de taula, com un videojoc, o com una recreació real. Els jocs de guerra són jocs de taula que simulen combats, batalles o enfrontaments. Actualment, els exèrcits de molts països, com el dels Estats Units, fan servir els videojocs per crear simulacions virtuals d'entrenament per als seus soldats i crear estratègies o plans de guerra.[15] Els escacs i el Go també podrien ser considerats precursors molt simples dels jocs de guerra, però basats en tàctica i estratègia.
- Un joc de taula es juga generalment per un grup de persones al voltant d'una taula. Tot i que l'atzar pot ser una part important, també n'hi ha en què són necessaris estratègia i raonament per poder jugar i en els que l'atzar no apareix. Per la seva naturalesa, en general els jocs de taula no comporten activitat física, encara que hi ha alguns que impliquen aixecar-se de la taula i realitzar activitats fora d'aquesta ja sigui per càstig o recompensa, en aquest cas aquests serien jocs de taula però no limitats a aquesta.
  - En un Joc de cartes l'únic element de joc són una pila de naips o cartes de cartró que formen una baralla. Els jocs de cartes estarien inclosos en la família de jocs de taula. Hi ha diverses baralles com la baralla espanyola o la francesa. S'utilitzen també per fer jocs de prestidigitació amb prediccions, transposicions, desaparicions, ordenacions, amb l'efecte de provocar la sorpresa del públic.
  - Trencaclosques és un joc de taula amb l'objectiu de tornar a formar una figura combinant correctament les parts trencades.
- En un jocs de rol un o més jugadors simulen un determinat rol, paper o personalitat. Una altra persona dirigeix la partida. El director de joc és qui planteja les situacions en què es trobaran els personatges mentre que aquests, segons les característiques del personatge que interpreten, reaccionen a les situacions creades pel director. Es determina l'èxit o el fracàs d'aquestes accions majoritàriament mitjançant tirades de daus. Cada acció porta a unes conseqüències que creen situacions derivades que fan avançar la història de manera que s'acaba jugant una aventura sencera. Altres formes de joc de rol són, per exemple: el rol en viu, el rol per correu electrònic, el rol per fòrum o els videojocs de rol.
- Joc per correu són jocs, de qualsevol tipus, jugats per correu postal o per correu electrònic. Un exemple, els escacs, s'ha jugat per correu durant segles. Un altre exemple, el joc Diplomacy, s'ha jugat per correu des de la dècada dels 1960, començant amb una notícia impresa (un fanzine) escrita per John Boardman. Altres jocs de guerra més complexos, moderats per programes d'ordinador, van ser llançats per Rick Loomis i la seva empresa, Flying Buffalo en els anys 1970. El primer d'aquests jocs a ser ofert via email a través d'un servei al públic en general va ser Quantum Space de la companyia Stormfront Studios, que va debutar en AOL el 1989. En anglès els jocs per correu postal es denominen PBM games, i els jocs per email PBeM, en contrast amb els cara a cara (FTF). Altres variacions inclouen Joc-per-Internet (PIB) or Joc-per-web (PBW). En qualsevol cas, els moviments del jugador poden ser realitzats per un ésser humà, un programa informàtic, o una combinació d'ambdós. A la dècada dels 1980, els jocs per correu van arribar al cim de popularitat amb l'arribada de Gaming Universal, la primera revista professional dedicada a jocs per correu. A finals dels 90, els jocs d'ordinador i per Internet van fer que els jocs per correu postal disminuïssin, encara que continuen tenint seguidors a tot el món.
- Joc de miniatures es refereixen típicament a jocs de guerra, en els que s'utilitzen models en miniatura, que formen els elements actius del joc, col·locats sobre un tauler senzill o una maqueta que recreen l'escenari on es desenvoluparà la partida. Altres elements típics d'aquests jocs solen ser targetes que mostrin els objectius a assolir, pistes o proves que cal superar i els daus, amb els quals cada jugador realitza les tirades per avançar pel tauler. Les figures per a aquests jocs es poden aconseguir per mitjà de paquets segellats amb contingut a l'atzar, figures soltes o paquets temàtics.

- Joc popular: estan molt lligats a les activitats del poble pla, i al llarg del temps han passat de pares a fills. De la majoria d'ells no es coneix l'origen, es tracta d'activitats espontànies, creatives i molt motivadores. El seu reglament i el seu nom poden ser molt variable d'una zona geogràfica a una altra. Els jocs populars solen tenir poques regles, i en ells es fa servir tota mena de materials, sense que hagin de ser específics del mateix joc. Tots ells tenen els seus objectius i una manera determinada de dur a terme: perseguir, llançar un objecte a un lloc determinat, conquerir un territori, conservar o guanyar un objecte, etc. La seva pràctica no té una transcendència més enllà del mateix joc, no està institucionalitzat, i el gran objectiu del mateix és divertir-se. Amb el temps, alguns s'han anat convertint en un suport molt important dins de les classes d'Educació Física, per desenvolupar les diferents capacitats físiques i qualitats matrius, o servir com a base d'altres jocs i esports. Els jocs populars poden servir com a eina educativa a l'aula en diverses matèries, ja que en les seves cançons o lletres s'observa característiques de cadascuna de les èpoques. Aquesta tipologia pot ser una estratègia divertida en la qual les persones que els realitzen aprenguin al mateix temps que es diverteixen.
- Jocs tradicionals són jocs més solemnes que també han estat transmesos de generació en generació, però el seu origen es remunta a temps molt llunyans. No només han passat de pares a fills, sinó que en la seva conservació i divulgació han tingut a veure molt les institucions i entitats que s'han preocupat que no es perdessin amb el temps. Estan molt lligats a la història, cultura i tradicions d'un país, un territori o una nació. Els seus reglaments són iguals, independentment d'on es desenvolupin. El material dels jocs és específic d'aquests, i està molt lligat a la zona, als costums i fins i tot a les classes de treball que es desenvolupaven en el lloc. Els seus practicants solen estar organitzats en clubs, associacions i federacions. Existeixen campionats oficials i competicions més o menys reglades. Alguns d'aquests jocs tradicionals amb el temps es van convertir en esports tradicionals, de manera que la popularitat que tenen competeix amb la popularitat d'altres esports convencionals. Alguns exemples: la petanca, les bitlles, la granota, etc. Entre aquests hi ha jocs que amb el temps s'han convertit en veritables esports, molt lligats a una regió, arribant a formar part de les tradicions culturals.
- Joc temàtic té un tema o ambientació associat. Això és: a aquell els elements - fitxes, daus, tauler, etc .- representen en alguna mesura el comportament i característiques d'éssers o objectes reals o imaginaris. El terme complementari a «joc temàtic» seria «joc abstracte». Quan la fidelitat en la representació del tema tractat és alta, amb regles específiques que intenten representar en detall els comportaments de cada element de joc, els jocs temàtics es coneixen també com «jocs de simulació». Aquest és el cas, per exemple, de molts jocs de tema bèl·lic, on cada unitat representada pot arribar a tenir regles específiques que concordin amb les potencialitats o acció real de la seva contrapartida històrica. En altres casos, però, el comportament dels elements de joc només s'inspira vagament en el tema que li serveix d'inspiració. Aquest és el cas de molts dels jocs anomenats « d'estil alemany».
- Videojocs són aquells que controla un ordinador, que crea les eines virtuals com cartes o daus o elaborar mons que es poden manipular. Un videojoc utilitza dispositius d'entrada com ara un teclat, palanca de comandament, ratolí, ratolí de bola, telèfon portàtil o qualsevol altre dispositiu.De vegades, hi ha una manca de metes o d'oposició, que ha provocat una discussió sobre si aquests s'han de considerar jocs o joguines.[16] Amb la connexió a Internet han aparegut nous jocs, alguns necessiten un client mentre que altres requereixen només un navegador. Poden desenvolupar i estimular exercici físic, raonament lógic, orientació espacial, resolució de conflictes i presa de decisions, capacitat d'atenció, concentració. Del costat negatiu del balanç hi ha el risc d'ús excessiu de jocs sedentaris, el risc d'addicció i d'aïllament social, i la poca estimulació de la pròpia creativitat de certs jocs.[17] La qüestió es posa si els videojocs violents, amb el seu eufenisme de «jocs d'acció», que tenen un èxit comercial extraordinari, contribueixen a banalitzar i facilitar la violència real i a reduir la capacitat d'empatia i valors de la cultura de la pau.[18]